# Robert Pickton
Robert William Pickton, född 24 oktober 1949 i Port Coquitlam, British Columbia, död 31 maj 2024 i Québec, var en kanadensisk grisbonde från Port Coquitlam i British Columbia som i december 2007 dömdes till livstids fängelse för mord på sex kvinnor.
Fram till 2002 hade under 20 års tid åtminstone 50 kvinnor – prostituerade och missbrukare – rapporterats försvunna i Vancouver i Kanada utan att det lett till några ingående polisutredningar. I början av februari 2002 upptäckte polis föremål som misstänktes ha tillhört några av kvinnorna på en grisfarm i Port Coquitlam. Detta ledde till att Pickton arresterades den 22 februari 2002 och ett omfattande utredningsarbete inleddes. Efter att man funnit de första spåren av DNA från några av de saknade kvinnorna jämnades byggnaderna med marken och jordmassorna sållades i jakten på kvarlevor, varvid DNA-spår hittades från fler av de försvunna kvinnorna.
Pickton åtalades i januari 2006 för mord på 26 kvinnor. De flesta av dessa var prostituerade från Vancouver. Han hävdade då själv att han var oskyldig. Den 22 januari 2007 inleddes rättegången mot Pickton. Under utredningen erkände han att han tagit livet av 49 kvinnor och att han ville mörda jämna 50. I december 2007 dömdes han till livstids fängelse för sex av morden.
Pickton tros ha varit den, i antal offer räknat, värste seriemördaren i Kanadas historia.